# 전주판소리합창단
전주판소리합창단은 대한민국의 음악 그룹이다. 2021년 싱글 《신사철가》로 데뷔했다.

## 방송
- 조선팝, 드랍 더 비트 (2021)
- 설 대기획 여러분 고맙습니다 송해 (2022)
- 아침마당 (2022)

## 음반
- 신사철가 (2021)
- 비단타령 (2021)

## 공연
- 온스테이지2.0 (2019)
- 바로크음악제 - 판소리, 합창을 만나다 (2022)

## 기타
- Feel the Rhythm of Korea - GANGNEUNG 참여 (2020)
- 라비 싱글 앨범 [범(feat.Chillin Homie, Kid Milli)] 코러스 (2021)